# 陳于泰
陳于泰（1596年—1649年），字大來，號謙茹。直隶宜兴毫村（今江苏）人，明末政治人物。崇禎辛未狀元。

## 生平
生於萬曆二十四年（1596年），父陳一教、弟陳鼎、族兄陳于廷皆進士出身。幼敏悟，好讀書，十五歲時即精通經史。天啓七年（1627年）舉順天鄉試四十八名。崇禎四年（1631年）登辛未科一甲第一名進士（狀元），授翰林院修撰。傳聞殿試原取吳偉業，但陳于泰因為是主考官周延儒之姻親且行賄通關而掄元。後因周延儒牽連去職。在宅內建「永世坊」，又名狀元坊。陳于泰曾三次抗疏直言朝政，崇禎六年（1633年）正月，為宣府監視宦官王坤所詆毀，被革職。明亡後，隱居不仕。順治六年（1649年）卒。